# Allyre Chassevant
Allyre  Julien Chassevant , né  le 24 mars 1865 à Paris 1er
et mort le 22 mai 1933 à Paris 6e, est un professeur à la faculté de médecine de Paris, bactériologiste, hygiéniste et hydrologue français.

## Biographie
Né d'un père pharmacien, Allyre Chassevant fait ses études à  l’École alsacienne, puis à la faculté des sciences  (Sorbonne), à la  faculté de pharmacie et enfin à la faculté de médecine de Paris  dont il sort successivement licencié ès-sciences physiques en 1887, pharmacien de 1er classe en 1892, docteur en médecine en 1893 puis agrégé de chimie biologique et de toxicologie en 1895. Il s’occupe alors de toutes les questions dans lesquelles la chimie s'ajoute à l’examen clinique d’un patient et s’intéresse plus particulièrement à l’étude des maladies de l’estomac et de la nutrition. Consultant technique, il apporte à ses confrères un précieux diagnostic par l’analyse des liquides et excrétas des malades qui lui sont confiés.
En 1906, il fonde la revue mensuelle L'Hygiène générale et appliquée, sous la direction du docteur André Chantemesse (fin de publication en 1910). Ses travaux sur les chlorures doubles , la toxicité des métaux ou l’action des sels métalliques sur la fermentation lactique lui valent de nombreuses récompenses académiques.
 Membre du syndicat médical de Paris, il s'occupe en priorité de la répression de l'exercice illégal de la médecine.
Il meurt au no 3, avenue de l'Observatoire à Paris.

## Membre de sociétés et de commissions
- Société chimique de France
- Société de thérapeutique
- Société d'hydrologie médicale de Paris
- Société de médecine légale de France
- Société de médecine de Paris
- Société de médecine publique et de génie sanitaire
- Société scientifique d'hygiène alimentaire et de l'alimentation rationnelle de l'homme (SSHA)
- Société d'encouragement à l'industrie laitière
- Comité français de la fédération internationale de laiterie
- Société des chimistes experts
- Société des chimistes français
- Société des journalistes médicaux
- Syndicat médical de Paris
- Commission codex (1910-1912)
- commission technique permanente de recherche et contrôle des procédés d'analyse à employer pour l'application de la loi de 1905 (loi sur les fraudes, ministère de l'agriculture).
- Commission chargée de l'application de la loi de 1905 en ce qui concerne les substances médicamenteuses.
- Commission d'hygiène agricole
- Commission des logements insalubres de la ville de Paris (1899-1901)

## Distinctions
- Officier d'académie
- Officier de la Légion d'honneur par décret du 24 août 1921[3]

## Œuvres  principales

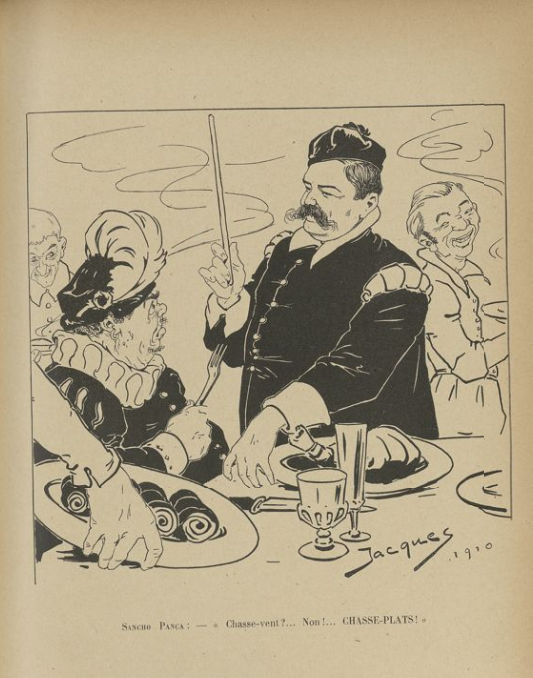
Caricature de Chassevant par Jacques Souriau (inspiré du repas de Sancho Pança sur l’île de Barataria), à la suite de la publication d’un article de Chassevant sur l'hygiène alimentaire (1910)

- Sur quelques nouveaux chlorures doubles, Paris : 1892.
- Action des sels métalliques sur la fermentation lactique, Paris : 1893.
- Précis de pharmacologie : art de formuler, matière médicale, indications thérapeutiques et posologie, Paris : F.-R. de Rudeval, 1907.
- Hydrologie. Les Filtres à sable non submergés, Paris : O. Doin, 1908.
- Contrôle et surveillance des eaux minérales au moyen de la réfractométrie et de la mesure de la résistivité électrique. Communication faite à la Société d'hydrologie médicale de Paris (séance du 19 février 1912), Paris : éditions de la Gazette des eaux, 1912.
- Hydrologie élémentaire à l'usage des médecins, Paris : Vigot frères, 1912.
- Le Régime alimentaire de guerre, Paris : l'Action nationale, 1918.
- Hygiène pratique, Alger : Impr. la Typo-litho, 23, avenue des Consulats, 1925.